# 永井規男
永井 規男（ながい のりお、1936年 - ）は、日本の建築史家。関西大学名誉教授。NPO法人古材文化の会会長。文化財建造物保存技術協会理事をつとめた。

## 経歴
1936年 京都府で生まれた。早稲田大学理工学部建築学科で学び、1959年に卒業。京都大学大学院工学研究科に進み、1964年に博士課程を修了。
修了後は、京都大学助手に採用された。1968年、学位論文『中世建築生産史の研究』を京都大学に提出して工学博士号を取得。1969年、関西大学工学部講師に就いた。1970年に助教授、1977年に教授昇格。1994年、NPO法人古材文化の会(旧古材バンクの会)会長となった。2006年に関西大学を退任して名誉教授となった。学界では、建築史学会会長などを務めた。

### 委員・役員ほか
- 文化庁文化審議会第二専門調査委員および第四専門調査委員（1998年～2004年）
- 文化財建造物保存技術協会評議員(2001年～)

## 受賞・栄典
- 2016年：春の叙勲で瑞宝中綬章を受章[2]
- 2017年：京都市文化功労者表彰

## 研究内容・業績
専門は建築史で、日本建築史。特に、建築工匠史、寺院建築、民家建築に造詣が深く、著作も多い。
主な研究テーマ
- 日本中世の建築生産の研究
- 室町時代の建築工匠の研究
- 民家史の研究（摂丹型民家の形成背景を明らかにした。）
- 京都府を中心とする民家の調査研究
- 京都府、京都市を中心にして社寺建築の調査研究。
- 近世の集住大工（淡路島浦村、西播磨木津村に集住する大工集団）の研究
- 近世大坂における居職型大工工房（宮大工鳥井氏）の研究
- 長崎唐人屋敷に関する都市・建築的研究
- 日本中世建築工匠に関する基礎的研究
- 禅宗寺院の建築と境内地構成に関する研究
- 京都東山の景観構造に関する研究
- 禅宗寺院の伽藍および塔頭建築に関する総合的研究
- 民家の復原的研究
- 長崎蔵屋敷の研究

## 著作
単著
- 『重要文化財旧岡花家住宅移築修理工事報告書』大本本部建設事務局　1974
- 『建築生産システム』(新建築学大系 44) 彰国社　1982

「歴史のなかの建築生産システム」
- 『京都臨済宗寺院の近世景観への復原と建築遺構の評価に関する研究』(科研費研究成果報告書) 1993
- 『日本中世建築工匠に関する基礎的研究』(科研費研究成果報告書) 1995
- 『近世東山の景観構成諸要素に関する文献的研究』(科研費研究成果報告書) 1998
- 『長崎唐人屋敷の新地蔵に関する研究』(科研費研究成果報告書) 2000
- 『建築半丈記』学芸出版社　2006

論文
- 「実隆公記に現れた貴族住宅の作事」『日本建築学会論文集136』1967
- 「相国寺松泉軒の作事について」『日本建築学会論文集141』1967
- 「13世紀後半における南都興律とその建築活動」『仏教芸術68』1968
- 「古代の檜皮葺技法に関する考察」『日本古文化論』吉川弘文館　1970
- 「丹後国分寺建武再建金堂の成立背景」『橿原考古学研究所論集創立35周年記念』1975
- 「摂丹型民家の形成について」『日本建築学会論文集251』1977
- 「天正期の妙心寺法堂修造帳」『建築史学9』1987
- 「中世五山における庫院とその変容」『建築史学38』2002